# 宇都宮市警察

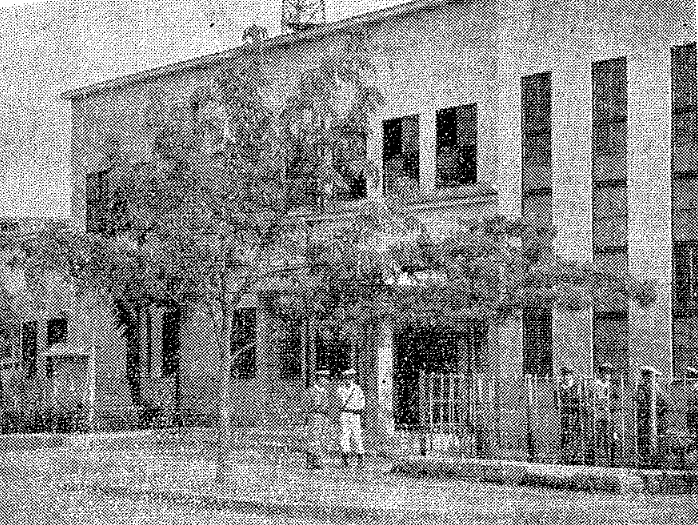
宇都宮市警察署庁舎

宇都宮市警察（うつのみやしけいさつ）は、かつて存在した栃木県宇都宮市の自治体警察。

## 歴史
旧警察法施行で、従来の栃木県警察部が解体され、1948年（昭和23年）3月7日に時の市長・佐藤和三郎は石川俊雄・上野俊三・谷川原保国を宇都宮市公安委員に任命し、委員らは本田弘男を警視および宇都宮市警察長に任命、さらに本田は127名の警察吏員を任命し、宇都宮市警察の体制を整えた。設置根拠となる「宇都宮市警察署の位置・名称および管轄区域に関する条例」は遅れて3月15日に公布され、国家地方警察宇都宮地区警察署の階下を間借りして正式に開庁した。その他、関連する5条例4規則3規定が相次いで制定された。
発足当初は派出制かつ2部制勤務の体制をとっていたが、集団強盗・窃盗など事件が多発していたため、1950年（昭和25年）1月4日に警ら隊に改編し、3部制勤務とした。また、特別警ら隊を組織し、自動車警ら・自転車警らを開始した。更なる防犯力の向上のため無線電話の基地局・移動局の設置許可を1951年（昭和26年）8月8日に取得して特別警ら自動車に無線電話機を搭載した。
その後、1954年（昭和29年）6月に、旧警察法が全面改正されて新警察法が公布された。これにより国家地方警察と自治体警察が廃止され、新たに都道府県警察として栃木県警察が発足した。宇都宮市警察では6月30日に本庁で廃庁式を挙行し、公安委員の石川・上野を表彰したほか、全警察吏員に記念品を贈呈した。

### 大規模な事件
宇都宮競輪場集団不法行為事件
1950年（昭和25年）8月13日、宇都宮競輪場で開催された最終12レースにおいて不正があったとして、およそ2000人の観衆がレースのやり直しを要求するも主催者が拒否したため、観衆はたちまち暴徒化し、宇都宮市警と国家地方警察からの応援派遣を合わせて337人が出動する騒ぎとなった。解決したころには日付が変わっていた。
自由労務者県庁不退去事件
1950年（昭和25年）12月25日、宇都宮および雀宮の自由労組に加入する自由労務者約200人は、栃木県議会に対し、越年資金として2000円と年末年始の有給休暇を要求するも議会側が拒否したため、自由労務者は議場入り口を包囲した。栃木県知事の小平重吉は自由労務者に退去を求めたが応じなかったため、宇都宮市警と国家地方警察からの応援派遣を合わせて260人が出動し、退去させた。

### 事件数の推移
『宇都宮市六十年誌』による。（1954年〔昭和29年〕の統計は掲載なし。）
| 年                 | 発生件数 | 検挙件数 | 検挙人員 |
| ------------------ | -------- | -------- | -------- |
| 1948年（昭和23年） | 4304件   | 1057件   | 886人    |
| 1949年（昭和24年） | 6296件   | 2015件   | 1511人   |
| 1950年（昭和25年） | 4039件   | 1943件   | 1247人   |
| 1951年（昭和26年） | 4659件   | 3082件   | 1523人   |
| 1952年（昭和27年） | 4859件   | 2831件   | 1332人   |
| 1953年（昭和28年） | 4619件   | 2431件   | 1168人   |

### 交通事故数の推移
『宇都宮市六十年誌』による。（1954年〔昭和29年〕の統計は掲載なし。）
| 年                 | 発生件数 | 死者数 | 負傷者数 | 物件被害額  |
| ------------------ | -------- | ------ | -------- | ----------- |
| 1948年（昭和23年） | 82件     | 6人    | 51人     | 25円        |
| 1949年（昭和24年） | 114件    | 8人    | 57人     | 368,150円   |
| 1950年（昭和25年） | 117件    | 8人    | 75人     | 193,230円   |
| 1951年（昭和26年） | 171件    | 5人    | 99人     | 964,452円   |
| 1952年（昭和27年） | 197件    | 5人    | 192人    | 1,705,750円 |
| 1953年（昭和28年） | 280件    | 18人   | 200人    | 1,111,000円 |

## 組織
各年の職員定数は以下の通り。1952年（昭和27年）以降は定数が固定された。
| 年                 | 警察長 | 警部 | 警部補 | 巡査部長 | 巡査  | 婦警および警察書記 | 雇   | 小使および給仕 | 計    |
| ------------------ | ------ | ---- | ------ | -------- | ----- | ------------------ | ---- | -------------- | ----- |
| 1948年（昭和23年） | 1人    | 1人  | 9人    | 15人     | 104人 | 0人                | 0人  | 0人            | 130人 |
| 1949年（昭和24年） | 1人    | 3人  | 10人   | 18人     | 98人  | 10人               | 8人  | 3人            | 151人 |
| 1950年（昭和25年） | 1人    | 4人  | 9人    | 18人     | 98人  | 10人               | 11人 | 3人            | 154人 |
| 1951年（昭和26年） | 1人    | 4人  | 9人    | 18人     | 132人 | 4人                | 13人 | 3人            | 184人 |
| 1952年（昭和27年） | 1人    | 4人  | 12人   | 22人     | 140人 | 4人                | 14人 | 2人            | 199人 |

## 警察署庁舎とその跡地
開署当初は国家地方警察宇都宮警察署を間借りしていたが、1948年（昭和23年）10月28日に新築工事に着手し、1949年（昭和24年）8月13日に竣工した。本館と別館から成り、本館は172坪2合5勺（≒ 569.42 m2）、別館は187坪5合（≒ 619.83 m2）であった。庁舎は宇都宮市本町1番（当時の住所で宇都宮市塙田町358番地）にあり、跡地には宇都宮市役所が1954年（昭和29年）10月15日に、宇都宮市消防本部が同年11月に開庁した。その後、両庁舎は移転し、跡地に栃木県総合文化センターが建設された。
本庁以外に、派出所（巡査、巡査部長、警部補、警部）と巡査駐在所を市内各所に設けていた。